# Райдерленд (тауншип, Миннесота)
Райдерленд (англ. Rheiderland) — тауншип в округе Чиппева, Миннесота, США. На 2000 год его население составило 328 человек.

## География
По данным Бюро переписи населения США площадь тауншипа составляет 90,0 км², из которых 90,0 км² занимает суша, водоёмов нет.

## Демография
По данным переписи населения 2000 года здесь находились 328 человек, 104 домохозяйства и 89 семей.  Плотность населения —  3,6 чел./км².  На территории тауншипа расположено 115 построек со средней плотностью 1,3 построек на один квадратный километр. Расовый состав населения: 98,17 % белых, 0,91 % афроамериканцев, 0,30 % азиатов и 0,61 % приходится на две или более других рас.
Из 104 домохозяйств в 51,9 % воспитывались дети до 18 лет, в 80,8 % проживали супружеские пары, в 2,9 % проживали незамужние женщины и в 13,5 % домохозяйств проживали несемейные люди. 12,5 % домохозяйств состояли из одного человека, при том 4,8 % из — одиноких пожилых людей старше 65 лет. Средний размер домохозяйства — 3,15, а семьи — 3,48 человека.
37,2 % населения — младше 18 лет, 5,5 % — в возрасте от 18 до 24 лет, 26,8 % — от 25 до 44, 21,3 % — от 45 до 64, и 9,1 % — старше 65 лет. Средний возраст — 32 года. На каждые 100 женщин приходилось 107,6 мужчин.  На каждые 100 женщин старше 18 приходилось 108,1 мужчин.
Средний годовой доход домохозяйства составлял 36 250 долларов, а средний годовой доход семьи —  40 000 долларов. Средний доход мужчин —  28 250  долларов, в то время как у женщин — 21 667. Доход на душу населения составил 11 951 доллар. За чертой бедности находились 3,9 % семей и 6,1 % всего населения тауншипа, из которых 11,0 % младше 18 лет.